# Яблука (конярство)

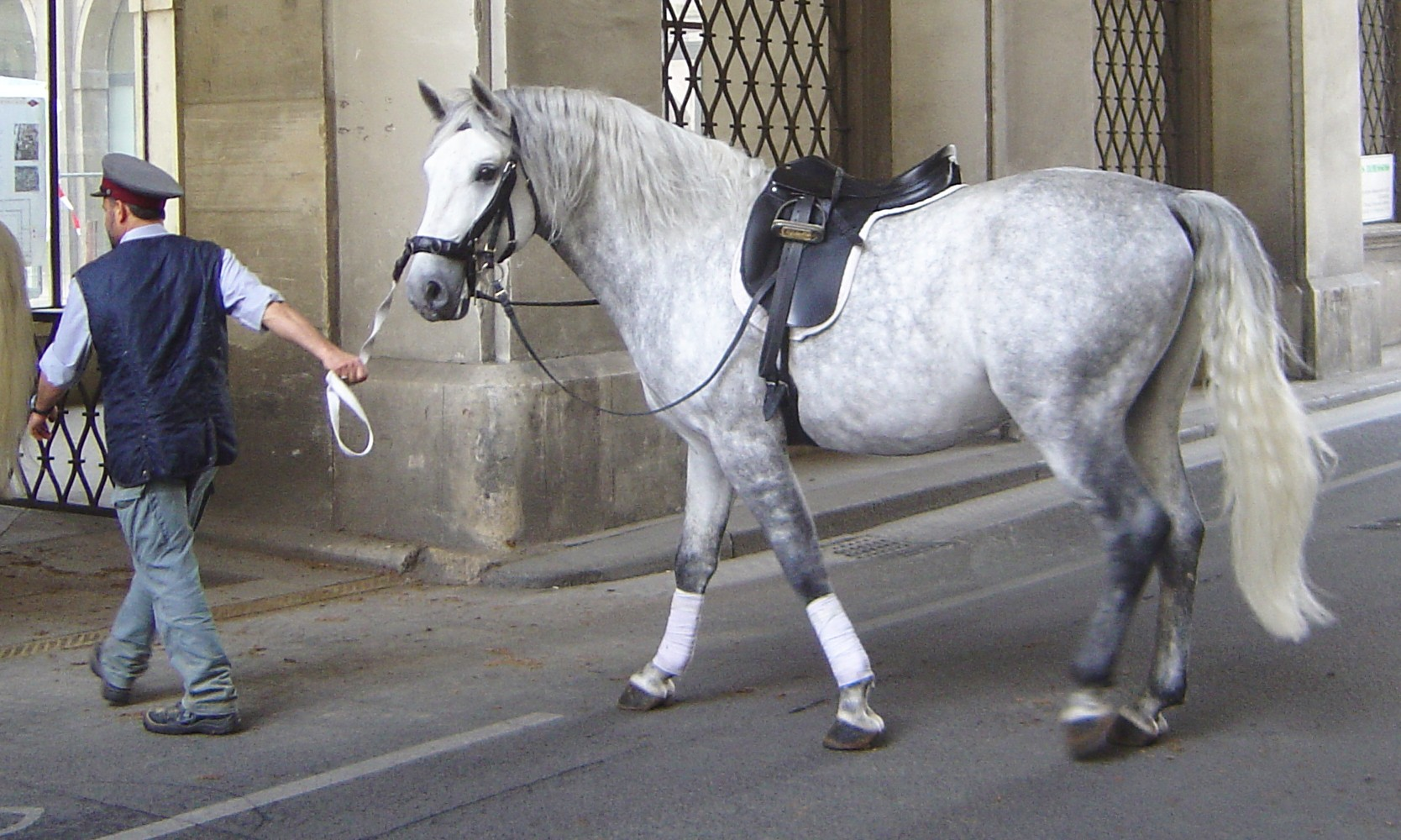
Сірий кінь в яблуках

Яблука (англ. dapples, фр. tachés, ісп. tordos, яп. 連銭) — у конярстві світліші плями на темному фоні масті, частіше у сірих та гнідих коней. Свідчать про хорошу годівлю і належне утримання. З віком у сірих коней вони зникають. Рисунок яблук відповідає сітці кровоносних судин в шкірі.